# 앙드레 마지노

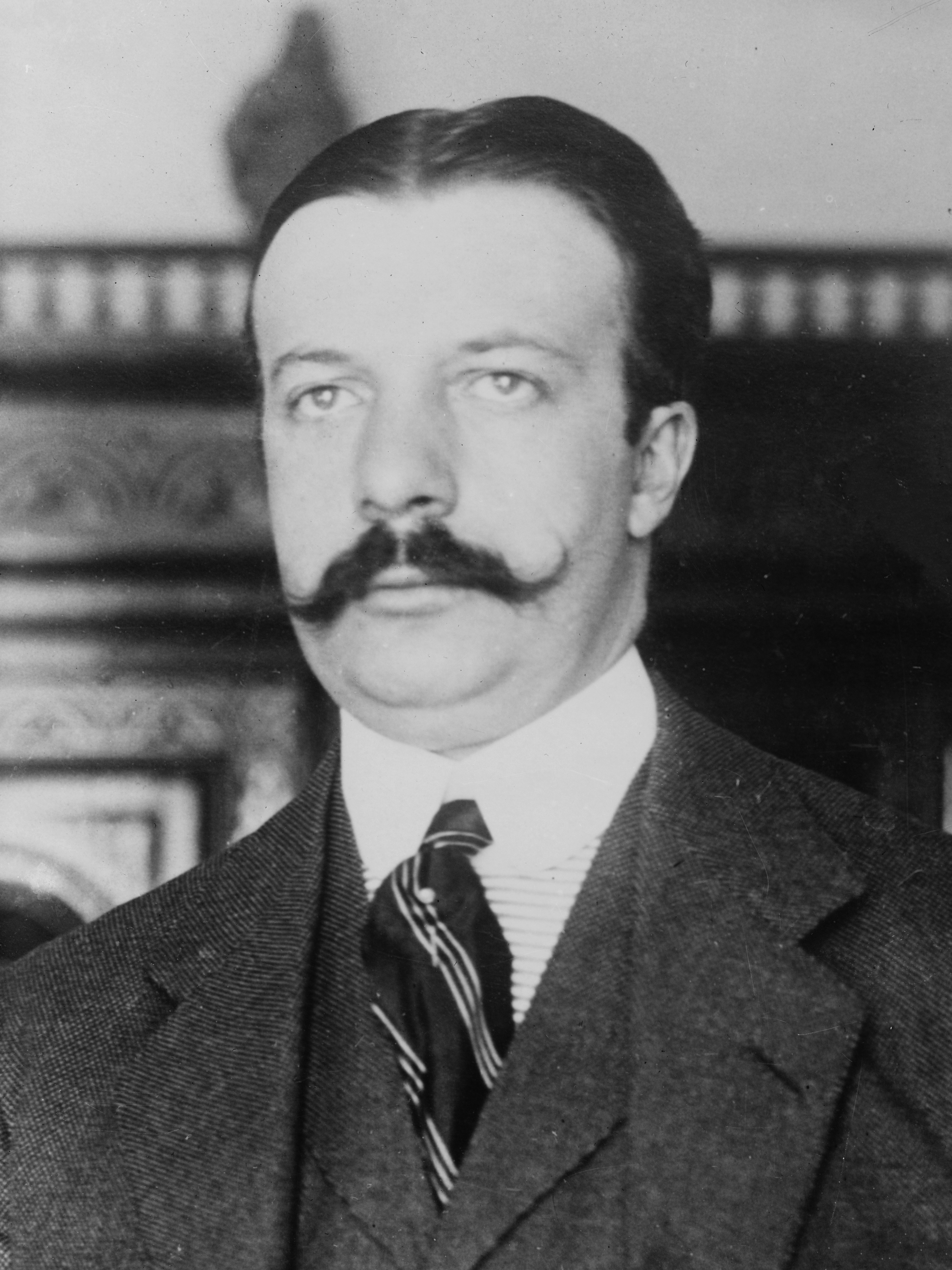
앙드레 마지노

앙드레 마지노(André Maginot, 1877년 2월 17일 ~ 1932년 1월 7일)는 프랑스의 군인이자 정치가이다. 1910년 이후 하원 의원을 지냈다. 민주 사회 운동파에 속하며, 1913년 육군 차관이 되었다. 제1차 세계 대전에서 중상을 입었다.
1917년 식민상, 1921년 은급상이 되었고, 1922년·1926년·1931년 세 차례에 걸쳐 육군상을 지냈다. 독일의 지크프리트 선에 대항하기 위해, 프랑스의 동부 국경에 난공불락의 요새인 "마지노 선"을 건설하였다. 이것은 세계적인 화제가 되었으나, 제2차 세계대전 중 독일군의 우회 작전과 항공기의 발달 등으로 간단히 돌파되었다.

## 같이 보기
- 프랑스 제3공화국
- 마지노 선